# Dansk Film Revy 1938
|  | Denne artikel er oprettet af botten Steenthbot ud fra en ekstern database. Den kan derfor have sproglige fejl eller mangler. Denne skabelon kan fjernes efter kontrol af indholdet. |

Dansk Film Revy 1938 er en dansk dokumentarfilm fra 1938.

## Handling
Loftet på Det Kongelige Teaters gamle scene repareres.
Millionbrand på Jacob Holm og Sønners fabrik på Amager.
Fra videnskabens værksted. Danmark førende i verden med kræftforskning. Forsker Dr. Albert Fischer.
Vinterbadere ved Helgoland.
Skibstrafikken har problemer med overisning.
I Skovshoved Havn gennembrød vandmasserne de skærmende molehoveder.
Jagtselskab ved Jyderup.
Industrifagenes rejsegilde på Industrihuset d. 9.11.1938.
Socialdemokratisk 1. maj optog. Stauning taler i Fælledparken.
Pokaler uddeles til damer.